# Stare Skoszewy
Stare Skoszewy – wieś (dawniej miasto) w Polsce położona w województwie łódzkim, w powiecie łódzkim wschodnim, w gminie Nowosolna, na terenie Parku Krajobrazowego Wzniesień Łódzkich nad Moszczenicą.
Miejscowość uzyskała lokację miejską w 1426 roku, zdegradowana około 1570 roku, ponowne nadanie praw miejskich około  1650 roku, degradacja po 1702 roku. W latach 1975–1998 miejscowość położona była w ówczesnym województwie łódzkim.

## Historia
Pierwsze wzmianki o wsi pochodzą z 1386 roku. Skoszewy były wówczas własnością rodu Skoszewskich. W roku 1426 Władysław Jagiełło nadał wsi prawa miejskie (odebrane w 1702 roku). Parafia skoszewska pod wezwaniem Wniebowzięcia Najświętszej Maryi Panny została erygowana w 1426 roku przez arcybiskupa gnieźnieńskiego Wojciecha herbu Jastrzębiec.

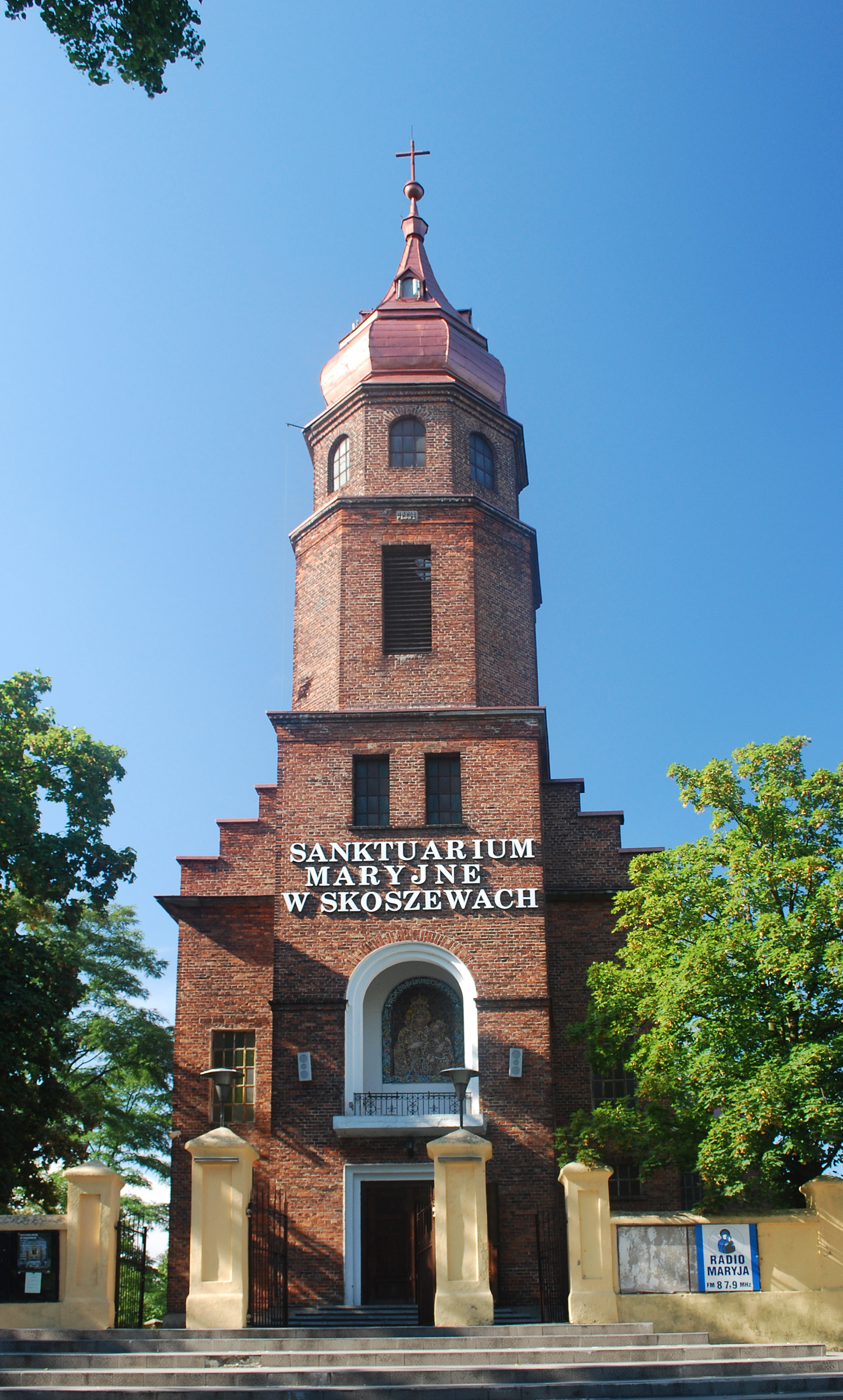
Sanktuarium maryjne w Skoszewach

Na terenie Starych Skoszew, na wschodnim brzegu rzeki Moszczenicy, znajdują się pozostałości słowiańskiego grodziska, zamieszkanego od VI do IX wieku. Miało ono kształt elipsy, powierzchnię ok. hektara, było otoczone wałem drewniano-ziemnym o wysokości 4, szerokości podstawy 12 i długości 105 metrów, oraz fosą. U wierzchołka wału znajdowały się drewniane flanki i obronne płoty. Gród został zniszczony przez pożar. Osada zamieszkana przez Wiślan, później przez Polan, była prawdopodobnie jednym z większych ośrodków administracji plemiennej. W latach 70. XX wieku zostały tam przeprowadzone badania archeologiczne. Obecnie grodzisko znajduje się na terenie prywatnym.
W wybudowanym w latach 1934–1936, na miejscu spalonego w 1934 roku, neobarokowym kościele (od 2002 r. sanktuarium) pod wezwaniem Wniebowzięcia NMP (wezwanie historyczne, przywrócone w 1998 roku) i św. Barbary znajduje się łaskami słynący obraz Matki Boskiej Skoszewskiej. Jest to kopia cudownego obrazu, który spłonął wraz z kościołem 3 czerwca 1934 r.
Pierwszy obraz MB Skoszewskiej przywędrował do Skoszew z Konstantynopola w drugiej poł. XIV wieku, a w 1390 r. już zasłynął łaskami. Skoszewy w okresie swojej największej świetności dorównywały Jasnej Górze i Krzeszowowi na Śląsku. Do tego obrazu pielgrzymowali m.in.: król Władysław Jagiełło, arcybiskupi gnieźnieńscy Wacław Leszczyński i Stanisław Szembek oraz Achille Ratti, późniejszy papież Pius XI, który 8 października 1934 r. poświęcił w pałacu watykańskim obecną kopię, którą po konsekracji kościoła 20 czerwca 1936 r. uroczyście wprowadzono do odbudowanej świątyni.
Pod koniec XIX wieku na wschodnim brzegu Moszczenicy powstał niewielki folwark, z modrzewiowym dworem będący własnością rodziny Ździtowieckich. Dwór spłonął prawdopodobnie w czasie wojny w 1914 roku. Na wschód od spalonego w latach 20. XX wieku wybudowano nowy, zachowany do dzisiaj.

## Turystyka
Przez miejscowość przebiegają następujące szlaki turystyczne:
- Szlak po Parku Krajobrazowym Wzniesień Łódzkich – szlak pieszy
- Szlak po Parku Krajobrazowym Wzniesień Łódzkich (łącznik Stare Skoszewy – Moskwa) – szlak pieszy
- Szlak Parku Krajobrazowego Wzniesień Łódzkich – szlak rowerowy

## Komunikacja
Przez wieś przebiega droga powiatowa nr 24141. 

Miejscowość włączona jest do sieci komunikacji autobusowej MPK Łódź: linie 88B, 88C oraz 91C